# Tuvalu ved sommer-OL 2012
Tuvalu deltog med tre atleter, to mænd og en kvinde i to sportsgrene, atletik og vægtløftning under Sommer-OL 2012 i London. Det var anden gang Tuvalu deltog i et sommer-OL, de vandt ikke nogen medaljer. Atletikudøveren Asenate Manoa var landets flagbærer under åbningsceremonien. 

## OL-medaljer
| 2012 London | Guld | Sølv | Bronze | Total |
| Tuvalu      | 0    | 0    | 0      | 0     |